# Hot Rail
| Оценки критиков                   | Оценки критиков |
| Источник                          | Оценка          |
| --------------------------------- | --------------- |
| AllMusic                          | [ 1 ]           |
| Christgau's Consumer Guide        | [ 2 ]           |
| The Encyclopedia of Popular Music | [ 3 ]           |
| Entertainment Weekly              | A−              |
| The Guardian                      | [ 5 ]           |
| Pitchfork                         | 7.9/10          |
| PopMatters                        | 7/10            |
| Rolling Stone                     | [ 8 ]           |

Hot Rail — третий студийный альбом американской инди-рок-группы Calexico, вышедший 9 мая 2000 года на лейбле Quarterstick Records, дочернем подразделении Touch and Go Records. Альбом спродюсировали Джоуи Бёрнс и Джон Конвертино, два основных участника группы. Лимитированное делюксовое издание было выпущено 15 ноября 2010 года.

## Композиции
Продолжая в духе «Tijuana Brass встречает Giant Sand и Эннио Морриконе в тёмном нео-волновом спагетти-вестерне», который они постепенно совершенствовали на протяжении последних двух альбомов, мультиинструменталисты Джон Конвертино и Джоуи Бёрнс продолжают исследовать местность, которую они уникальным образом проложили. Несмотря на то, что альбом The Black Light 1998 года не такой кинематографичный, масштабный и впечатляющий, дуэт создаёт яркие звуковые ландшафты, такие же сухие, жаркие и мерцающие, как погода в их доме в Тусоне, штат Аризона. Хотя они тонко расширяют свою палитру всевозможными интересными способами, жутковатое ощущение Майлза Дэвиса конца 70-х, которое они привносят в почти восьмиминутную «Fade» с помощью джазовых барабанов, острых вибраций и зловещей виолончели, работает лучше всего. Песни, особенно подходящие по названию атмосферные инструменталы «Untitled II» и «Untitled III», имеют тенденцию к блужданию, но дуэт продолжает накладывать новые слои и использовать различные инструменты. «Sonic Wind» и «Ballad of Cable Hogue» — такие же лаконичные, мелодичные и плотные, как и раньше, а тоскующий, шепчущий голос Джоуи Бёрнса идеально подходит к этой вызывающей музыке.

## Отзывы
Альбом получил положительные отзывы музыкальных критиков.
Хэл Хоровиц из AllMusic отметил, что «…к чести дуэта следует отметить, что они не только относятся к себе серьёзно, но и не вбивают свою странность в землю. Вместо этого они раздвигают и разминают и без того эластичные границы практически созданного ими жанра в джазовом, блюзовом и экспериментальном направлениях, что говорит о том, что впереди у них богатое будущее. Hot Rail — не самый лучший альбом; он слишком пёстрый и непоследовательный в музыкальном плане. Он очень важен, потому что доказывает, что Calexico не довольствуются тем, что застряли в интригующей, но ограниченной колее, и готовы исследовать новые звуковые направления, сохраняя при этом свою самобытность и видение».

## Список композиций
| №   | Название                | Автор(ы)          | Длительность |
| --- | ----------------------- | ----------------- | ------------ |
| 1.  | «El Picador»            | Burns, Convertino | 3:14         |
| 2.  | «Ballad of Cable Hogue» | Burns             | 3:29         |
| 3.  | «Ritual Road Map»       | Burns, Convertino | 1:15         |
| 4.  | «Fade»                  | Burns, Convertino | 7:44         |
| 5.  | «Untitled III»          | Convertino        | 4:07         |
| 6.  | «Sonic Wind»            | Burns, Convertino | 4:13         |
| 7.  | «Muleta»                | Burns             | 3:33         |
| 8.  | «Mid-Town»              | Burns             | 3:33         |
| 9.  | «Service and Repair»    | Burns             | 4:03         |
| 10. | «Untitled II»           | Convertino        | 2:37         |
| 11. | «Drenched»              | Burns             | 4:50         |
| 12. | «16 Track Scratch»      | Burns, Convertino | 1:29         |
| 13. | «Tres Avisos»           | Burns             | 5:11         |
| 14. | «Hot Rail»              | Burns, Convertino | 3:58         |

## Чарты
| Чарт                            | Высшая позиция |
| ------------------------------- | -------------- |
| Великобритания (UK Albums, OCC) | 57             |